# Enemésio Angelo Lazzaris
Dom Enemésio Angelo Lazzaris (Siderópolis, 19 de dezembro de 1948 - Araguaína, 2 de fevereiro de 2020) foi um padre e bispo brasileiro da Igreja Católica Apostólica Romana. Pertencia à Congregação da Pequena Obra da Divina Providência, conhecidos como religiosos orionitas. Bispo diocesano da Diocese de Balsas no Estado do Maranhão, do final de 2007 à início de 2020, quando faleceu vítima de câncer na cidade de Araguaína, no Estado do Tocantins.

## Formação
Terminou o seu noviciado em 1965 na Congregação da Pequena Obra da Divina Providência e fez os seus votos perpétuos em 27 de outubro de 1974. Estudou filosofia em Ipiranga e teologia na Pontifícia Universidade Católica de Minas Gerais. Licenciou-se em teologia com especialização em espiritualidade no Teresianum. Foi ordenado sacerdote em 26 de julho de 1975. Foi diretor da comunidade orionita, pároco da Paróquia do Sagrado Coração de Jesus em Araguaína, Diretor do Colégio Dom Orione de São Sebastião do Rio de Janeiro e Superior da Província Norte do Brasil da Congregação da Pequena Obra da Divina Providência (Dom Orione).

## Episcopado
Foi nomeado bispo em 12 de dezembro de 2007 pelo Papa Bento XVI. Foi também presidente da Comissão Pastoral da Terra nacional.